# Majori

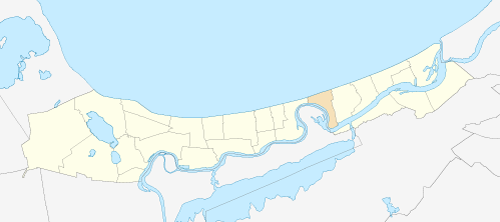
Lage Majoris im Stadtgebiet von Riga-Strand

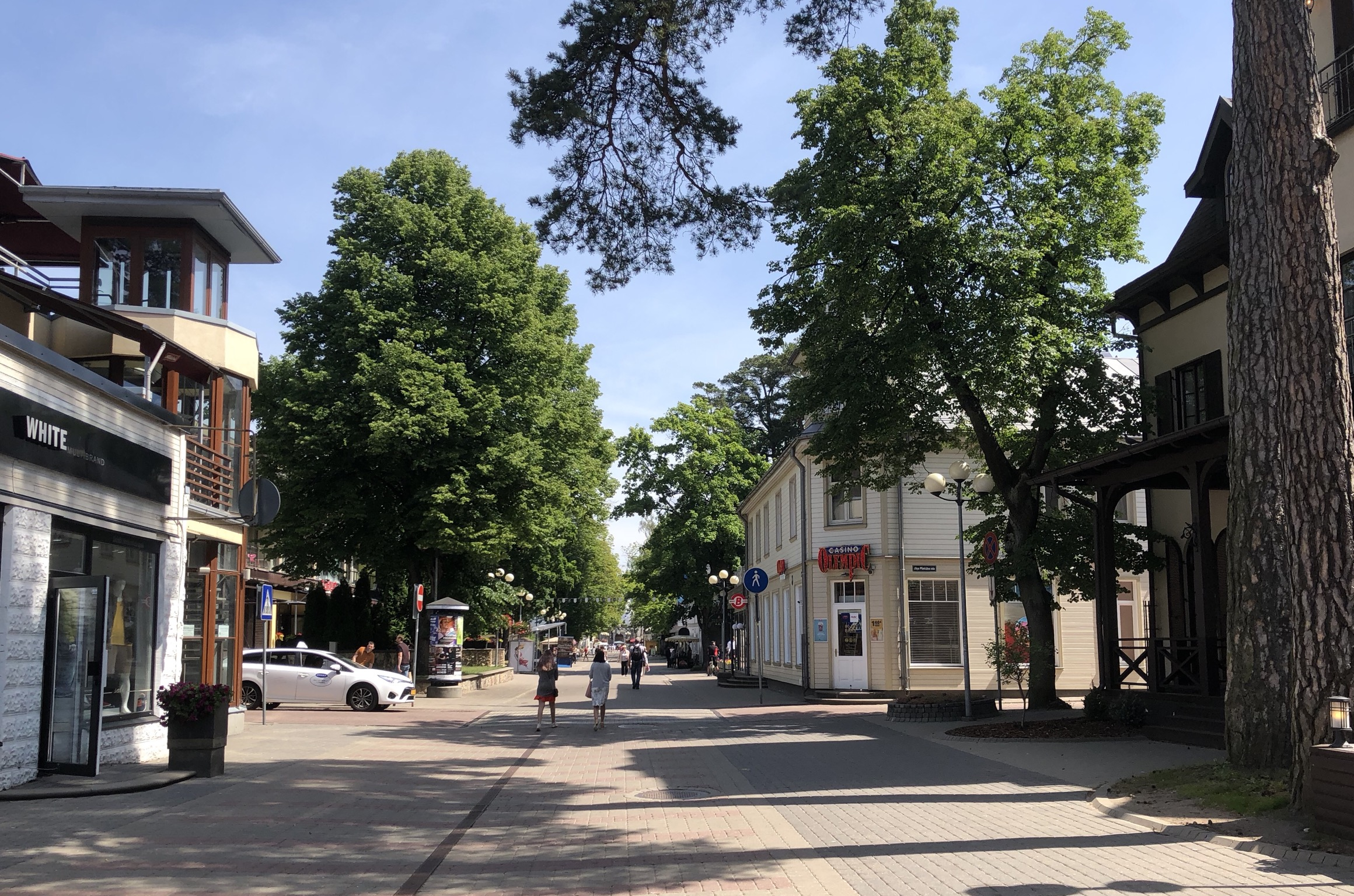
Fußgängerzone in Majori

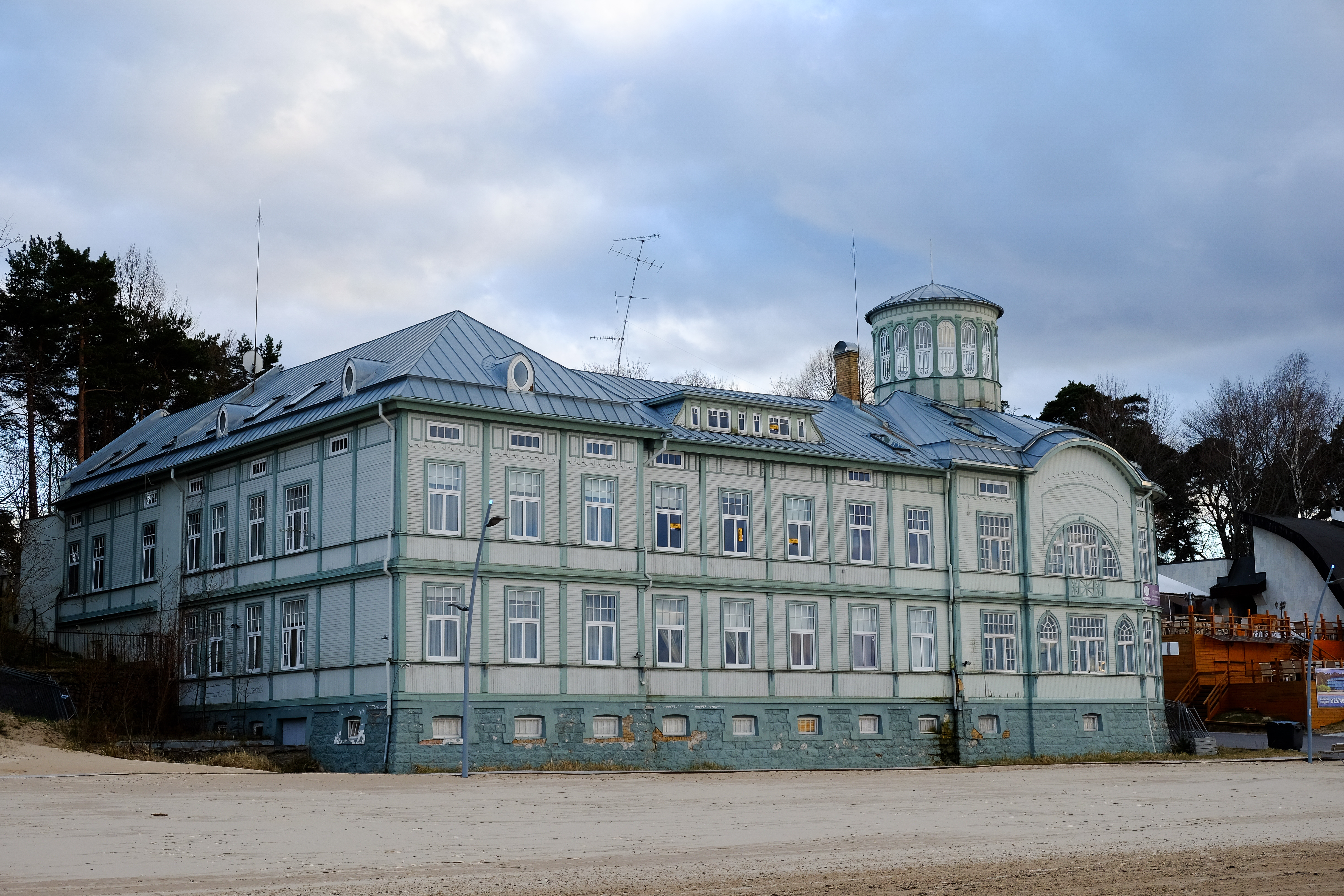
Gebäude am Strand, 2017

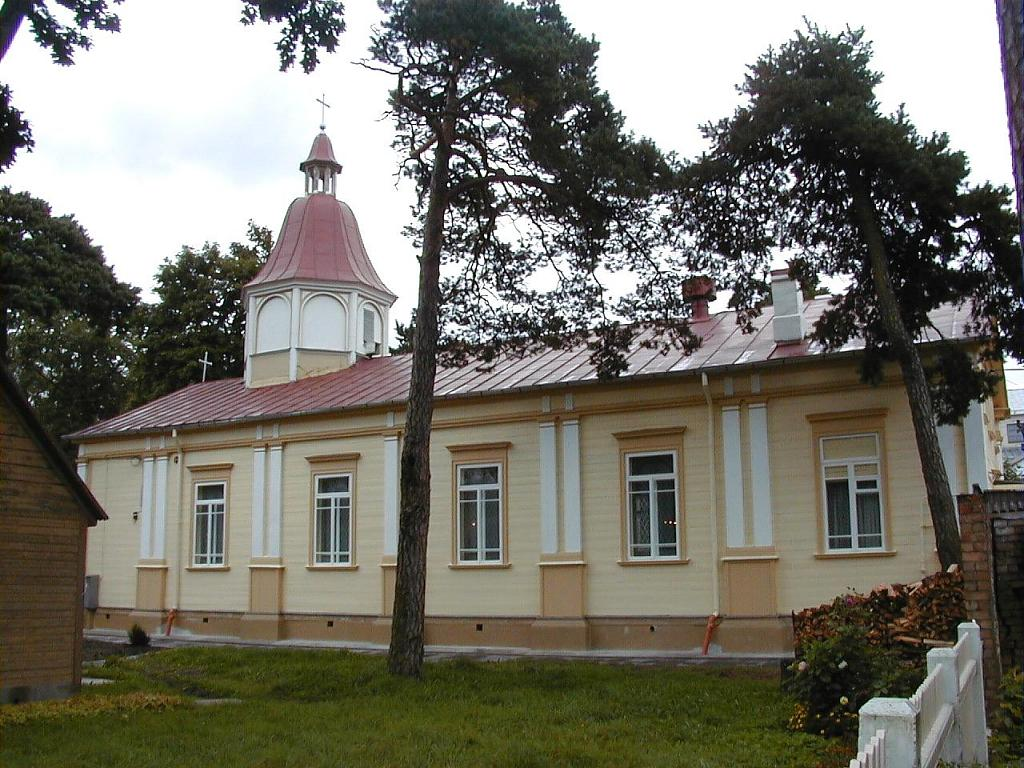
Katholische Kirche in Majori, 2001

Majori (deutsch Majorenhof) ist ein Ortsteil der lettischen Stadt Jūrmala.

## Lage
Majori befindet sich im Zentrum von Jūrmala, etwa 20 Kilometer nordwestlich von Riga, auf einer schmalen Landzunge zwischen der Ostseeküste der Rigaer Bucht im Norden und dem Flusslauf der Kurländischen Aa im Westen und Süden. An der schmalsten Stelle hat die Landzunge nur eine Breite von etwa 350 Metern. Westlich schließt sich der Stadtteil Dubulti, östlich Dzintari an.
Majori umfasst eine Fläche von 2,5 km² und hat 3372 Bewohner (Stand 2008). 2004 betrug die Einwohnerzahl 3.100.
Majori ist das touristische Zentrum Jūrmalas und hat seit dem Ende des 19. Jahrhunderts die Funktion eines Ostseebades. Geprägt wird die Ortslage von einem breiten Sandstrand an der Ostsee. Durch das Zentrum des Ortsteils zieht sich in west-östlicher Richtung die Johmenstraße (Jomas iela), die überwiegend als Fußgängerzone gestaltet ist. Vor allem entlang dieser Straße ziehen sich viele historische Villen und Gebäude, die zum Teil denkmalgeschützt sind. Es bestehen viele gastronomische Betriebe und auf Touristen ausgerichtete Geschäfte. Majori hat einen Bahnhof an der Bahnstrecke Torņakalns–Tukums.

## Geschichte
Majori ging aus einem Fischerdorf hervor. In der ersten Hälfte des 19. Jahrhunderts bestand ein zunächst bescheidener Badebetrieb, der dann stark an Bedeutung gewann. Anfang des 20. Jahrhunderts bestand in geringem Umfang auch noch Fischfang von Strömlingen, Stinten und Brätlingen.

## Persönlichkeiten
Der Rigaer Bürgermeister Arend Berkholz (1808–1888) und der bekannte lettische Dichter Rainis (1865–1929) verstarben in Majori. Rainis Sterbehaus ist heute als Literaturmuseum Rainis-und-Aspazija-Sommerhaus eingerichtet. In der Fußgängerzone Majoris steht seit 1990 das Rainis-und-Aspazija-Denkmal, das an das hier zeitweise lebende Dichterpaar Rainis und Aspazija erinnert.